# 縛り屋小町
『縛り屋小町』（しばりやこまち）は、竹内未来による日本の漫画。結び屋と呼ばれる陰陽師の活躍を描いたファンタジー・バトル漫画である。
『プリンセスGOLD』（秋田書店）にて、2006年（平成19年）7＋8月号から2010年（平成23年）3＋4月号まで連載された。プリンセスコミックス（秋田書店）より、単行本全8巻。

## 概要
女子高生のチコは幼いころ火事の中で1人の少年に命を助けられてから「赤い糸」が見えるようになっていた。人の運命を見ることで金を得ていたチコであったが、ある時「結び屋」とよばれる集団が現れる。チコは「結び屋」の本拠地へ行くが、予期せぬアクシデントに巻き込まれてしまい、神器「五色の糸」の1本である「白銀」を身に宿す繰り手となってしまう。繰り手となった人物は代償として一番自分が願ったものが失われることとなるのだが、チコは大人になることを望んでいたために幼い少女の姿に退行してしまった。元の姿に戻れるのは「白銀」を発動している間のみで学校へ通うことも出来なくなってしまったため不本意ながらも「結び屋」と呼ばれる陰陽師集団に協力していく。
初期はラブコメ要素が強かったが、本家の事件に関わる中盤以降バトルが中心となっていった。
なお、作中に登場する神器「五色の糸」は、愛知県名古屋市にある神社、若宮八幡社に伝わる「五色の糸御守り」を参考にしている。

## 登場人物

### 南雲一派（五色の繰り手）
梧桐 茅子（ごとう ちやこ）
高校生でとある会社の社長の娘であるが幼いころに母親が家を出て行き、父からも愛情を注がれることも無く辛い子供時代を過ごした。
学校では人の運命を見ることで金を得ていた。「結び屋」とよばれる集団と出会い、神器「五色の糸」の1本である「白銀」（しろがね）を身に宿す繰り手となったことにより幼い少女の姿に退行してしまう。皆からはチコと呼ばれている。
立花 大綱（たちばな ひろつな）
チコと同じ学校の男子学生。結び屋の1人であり、チコに近づく。
不良学生風の外見だが思いやりの強い性格である。神器「五色の糸」の1本である「土生金」（どじょうこん）を身に宿す繰り手。
桜城 維空（さくらぎ いそら）
天才的な琴の演奏家。結び屋の1人であり戦闘力は南雲に次ぐ№2の地位を誇る。
氷室 綾（ひむろ あや）
神器「五色の糸」の1本である「黒流」（こくりゅう）を身に宿す繰り手。契約により感情を無くしたため、沈着冷静で時には冷淡と思える態度を取ることもある。
南雲 旺緒（なぐも あけお）
本家から枝分かれした「結び屋」とよばれる陰陽師の一派であるグループの師範。チコが幼少期に助けられたという少年に似ていてチコが心寄せている。
神器「五色の糸」の1本である「火克金」（かこくごん）を身に宿す繰り手。

### 本家
妙御寺 撫子（みょうおんじ なでしこ）
妙陽道「本家」当主。南雲の妹であるが9年前の事故以降兄妹で仲が悪い。
氏上の幹部ら
「本家」を形成している主要な家から家長が集まる「氏上の会」を行っている。
「本家」に不満を持ち謀反計画を立てる。

### その他
少年
チコが幼い頃に起きた火事でチコを助けた少年。チコの思い人であるが現在の消息は不明。
白銀（しろがね）
「白銀の精霊」であり、「白銀」（しろがね）を身に宿す繰り手となったチコを手助けするため直接契約する。元は人間であった。

## 妙御寺一門と陰陽道について
妙御寺一門は安倍土御門と祖を同じとする由緒正しい家柄である。陰陽師の諺では万物は「陰」と「陽」が成り立っているとされ、本家にも古くから「表」と「裏」が存在した。明治に入る前は表の顔としては政や国家に関わる神事を行う陰陽寮に連なっており、裏の顔としては呪術・秘術による謀略を執行し各地に散らばる民間陰陽師を統制する陰陽諜報機関として暗躍していた。
明治維新後に政府機関としての陰陽寮が廃止されてからは中央の宮廷陰陽道と全国に散らばる民間の陰陽師を束ねる要として日本の霊的中枢を担っている。
なお現在の本家においては「表」が妙御寺、「裏」が南雲を筆頭としている。

## 原型となった作品
本作と同じ世界観の作品として『プリンセスGOLD増刊　陰陽・風水ミステリー特集!!』2001年（平成14年）8月号に掲載された『DRAGON BEAT』がある。
作者が機会があったらまた書きたいとコメントしていたため、本作の原型と考えるのが一般的であると思われる。

## 単行本
- 竹内未来 『縛り屋小町』 秋田書店〈プリンセスコミックス〉、全8巻
  1. 2006年（平成19年）11月16日発売 ISBN 4-253-19531-8
  2. 2007年（平成20年）7月13日発売 ISBN 978-4-253-19532-4
  3. 2007年（平成20年）11月16日発売 ISBN 978-4-253-19533-1
  4. 2008年（平成21年）5月16日発売 ISBN 978-4-253-19534-8
  5. 2008年（平成21年）11月14日発売 ISBN 978-4-253-19535-5
  6. 2009年（平成22年）5月15日発売 ISBN 978-4-253-19536-2
  7. 2009年（平成22年）11月16日発売 ISBN 978-4-253-19557-7
  8. 2010年（平成23年）4月16日発売  ISBN 978-4-253-19558-4